# La leggenda del Piave (film 1924)
La leggenda del Piave è un film del 1924 diretto da Mario Negri.

## Trama
Una spia austriaca si infiltra nella famiglia Confalonieri, sotto il falso nome di Olivetti. Olivetti si innamora di Elena ed un giorno tenta di violentarla, ma Elena chiama in suo aiuto l'amico Corrado. Il tempo passa e scoppia la guerra; Corrado parte volontario ed Elena con la zia entrano in Croce Rossa. Olivetti sorprende Elena nella villa-ospedale e la oltraggia, mentre Corrado muore sulla cima di Quota 218.